# European Young Chemists' Network
European Young Chemists’ Network (EYCN) este divizia de tineret a Societății de Chimie din Europa (EuChemS), ce reunește chimiștii cu vârsta mai mică de 35 de ani ce aparțin unei societăți de chimie afiliate.

## Istorie
EYCN a fost fondat în 2006. Ideea acestui grup a apărut în interiorul Euchems în timpul mai multor întâlniri ai tinerilor chimiști din Europa. Pe 31 august 2006, în timpul primului Congres European de Chimie (ECC) în Budapesta, s-a scris documentul intitulat “Aims, Tasks and Goals of EYCN”. În martie 2007, Jens Breffke (Germania) și Csaba Janáky (Ungaria) au invitat, la Berlin, reprezentanți ai societăților afiliate pentru a pune la punct regulile pe baza cărora va funcționa EYCN, aceastea fiind aprobate apoi de comitetul executiv EuChemS. În timp, EYCN s-a extins către toți tinerii chimiști din societățile membre cu scopul de a schimba cunoștințe, experiențe și idei. De la înființarea EYCN, societățile de chimie din 28 de țări europene au ales tineri chimiști pentru a reprezenta diviziile naționale de tineret (harta).

## Organizare
EYCN este organizată în 4 echipe conduse de câte un Team Leader (Membership Team, Networks Team, Science Team and Communication Team) fiecare având responsabilități specific. Fiind una dintre cele mai active divizii a EuChemS, principalul scop al EYCN este să susțină și să îndrume studenții, tinerii cercetători aflați la început de carieră sau pe cei mai experimentați prin premii (premiul pentru cea mai bună prezentare sau cel mai bun poster, the European Young Chemist Award – EYCA), schimburi de experiență și activități educaționale.
Este important de mentionat faptul că EYCN colaborează cu succes cu alte rețele de tineri chimiști din Europa și nu numai. EYCN a dezvoltat o colaborare productivă cu Comitetul Tinerilor Chimiști al Societății Americane de Chimie (ACC-YCC) și Rețeaua Internațională a Tinerilor Chimiști (IYCN).
Pe lângă finanțarea primită din partea EuChemS, EYCN a fost sponsorizat de EVONIK Industries.

## Proiecte și Evenimente
Pentru a aduce “știința” mai aproape de publicul larg, EYCN organizează concursul “Photochimica” din 2016, în colaborare cu Royal Society of Chemisty (RSC) și concursul video “Chemistry Rediscovered.”
De asemenea, EYCN organizează diferite evenimente, inclusiv conferința internațională bianuală European Young Chemists’ Meeting (EYCheM), un simpozion la ECC și anual Adunarea Generală a Delegaților (DA). Au fost 15 DA până în prezent de la prima adunare din 2006 în Budapesta, Ungaria.

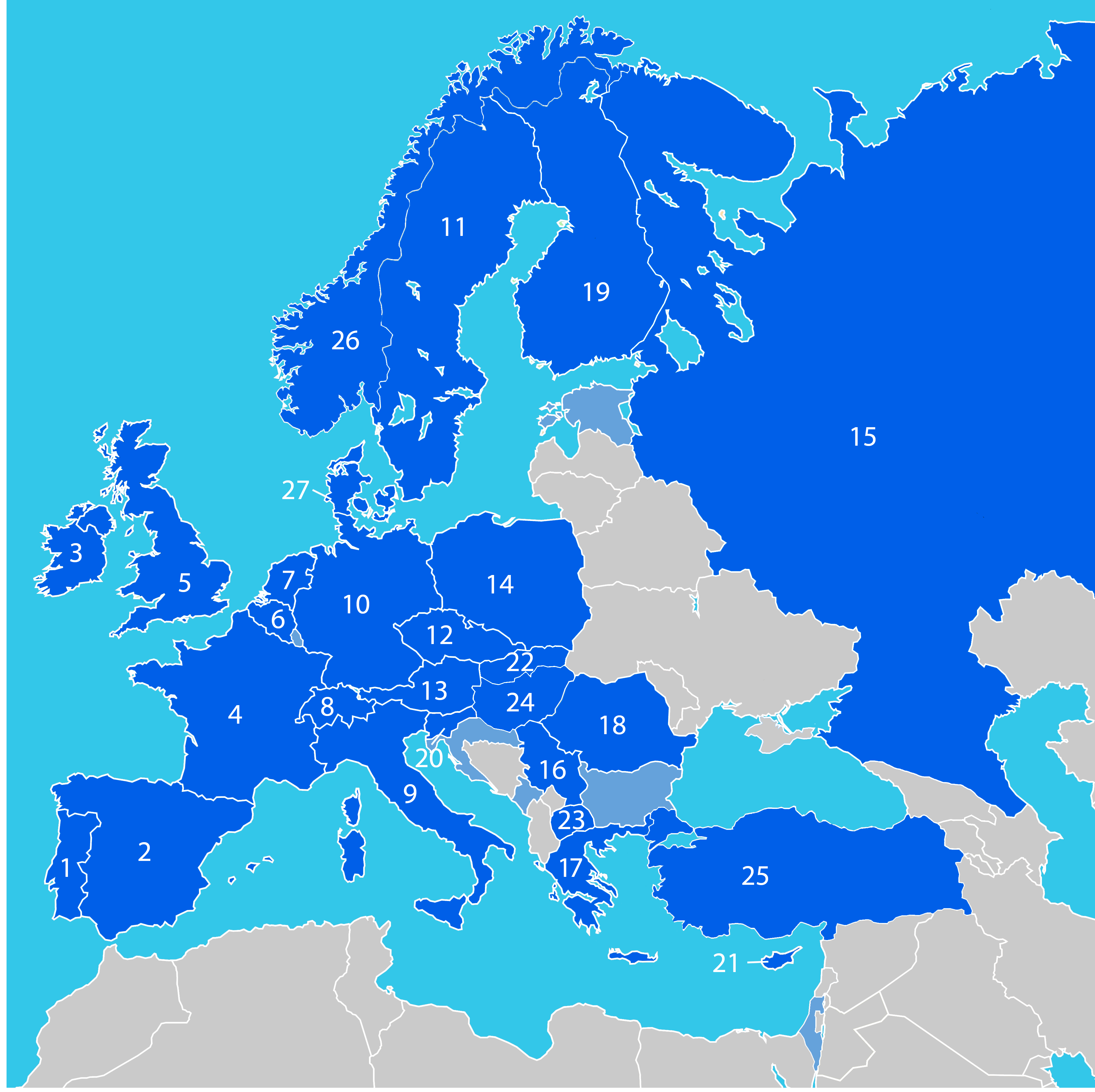
Harta tuturor țărilor cu delegați activi în cadrul EYCN: (13) Austria (2008), (6) Belgia (2008), (12) Cehia (2007), (21) Cipru (2017), (20) Croația (2019), (27) Danemarca (2019), (8) Elveția (2007), (19) Finlanda (2008), (4) Franța (2007), (10) Germania (2006), (17) Grecia (2011), (3) Irlanda (2008), (9) Italia (2007), (5) Marea Britanie (2007), (26) Norwegia (2014), (7) Olanda (2007), (14) Polonia (2008), (1) Portugalia (2007), (23) Republica Macedonia de Nord (2018), (18) România (2007), (15) Rusia (2008), (16) Serbia (2011), (22) Slovacia (2018), Slovenia (2015), (2) Spania (2007), (11) Suedia (2010), (25) Turcia (2007), (24) Ungaria (2006)

## Consiliul EYCN
Din 2006 până în 2013, Consiliul EYCN și echipele lui au fost schimbate în mod aleatoriu, o dată la trei ani. După 2013, alegerile au avut loc o dată la doi ani. Fiecare consiliul al EYCN a îmbunătățit impactul EYCN prin intermediul mai multor contribuții cheie.
- 2019-2021[8][9]

Președinte: Antonio M. Rodríguez García (Spania); Secretar: Maximilian Menche (Germania); Trezorier: Jelena Lăzić (2019–20) (Serbia), Carina Crucho (2020–21) (Portugalia); Communication Team leader: Maxime Rossato (Franța); Global Connection Team leader: Lieke van Gijzel (Olanda); Membership Team leader: Miguel Steiner (Austria); Network Team leader: Jovana V. Milic (Elveția); Science Team Leader: Katarina Josifovska (2019–20) (Macedonia de Nord), Robert-Andrei Țincu (2020–21) (România); Consilier: Alice Soldà (Italia)
- 2017-2019[10][11]

Președinte: Alice Soldà (Italia); Secretar: Torsten John (Germania); Communication Team leader: Kseniia Otvagina (Rusia); Membership Team leader: Jelena Lazić (Serbia); Network Team leader: Victor Mougel (Franța); Science Team Leader: Hanna Makowska (Polonia); Consilier: Fernando Gomollón-Bel (Spania)
Realizări cheie: A fost creată pagina web “Chemistry across Europe”, care oferă informații de bază despre chimie în domeniul academic și industrial din întreaga Europă și canalul YouTube al EYCN. Cea de-a două ediție a European Young Chemists' Meeting (EYCheM) a fost organizată în colaborare cu JCF Bremen.
- 2015-2017

Președinte: Fernando Gomollón-Bel (Spania); Secretara: Camille Oger (Franța); Science Team Leader: Oana Fronoiu (România); Communication Team leader: Sarah Newton (Marea Britanie); Network Team leader: Michael Terzidis (Grecia); Membership Team leader: Emanuel Ehmki (Austria)
Realizări cheie: Au fost stabilite regulile procesului de alegere a Consiliului EYCN și participare la DA și s-a decis publicarea unui newsletter lunar.
- 2013-2015

Președinte: Frédérique Backaert (Belgia); Secretar: Aurora Walshe (Marea Britanie); Science Team Leader: Vladimir Ene (România); External Communication Team leader: Lisa Phelan (Irlanda); Membership Team leader: Koert Wijnbergen (Olanda); Network Team leader: Anna Stefaniuk-Grams (Polonia); Consilier: Cristina Todașcă (România)
Realizări cheie: Prima participare a EYCN la EuCheMS Chemistry Congress (ECC5) în Istanbul, Turcia în 2014.
- 2012-2013

Președinte: Cristina Todașcă (România); Secretar: Aurora Walshe (Marea Britanie)
Realizări cheie: EYCN a fost, pentru prima dată, organizat în echipe, fiecare cu propriul lider și delegații că membri ai echipei.
- 2010-2012

Președinte: Viviana Fluxa (Elveția); Secretar: Cristina Todașcă (România); Team Leader pentru Relații Industriale: Lineke Pelleboer (Olanda); External communication: Guillaume Poisson (Franța); Membership and Internal Commmuniation: Aurora Walshe (Marea Britanie); Website designer: Magorzata Zaitz (Polonia)
Realizări cheie: Dezvoltarea site-ului web al EYCN și participarea activă la cel de-al treilea Congres EuCheMS Chemistry de la Nürnberg, în 2010.
- 2009-2010

Președinte: Sergej Toews (Germania); Secretara: Helena Laavi (Finlanda); Relationship with industry: Viviana Fluxa (Elveția); Communications: Dan Dumitrescu (România); Science Affairs: Ilya Vorotyntsev (Rusia)
Realizări cheie: Identitatea corporativă a EYCN a fost dezvoltată.
- 2006-2009

Președinte: Csaba Janáky (Ungaria); Secretara: Emma Dumphy (Elveția); Trezorier: Juan Luis Delgado de la Cruz (Spania); Sponsor relations officer: Jens Breffke (Germania); Responsabil comunicare: Cristina Todașcă (România)
Realizări cheie: Înființarea EYCN în Berlin de către reprezentanți ai 12 Societăți de Chimie.